# Russo-Balt (samochód pancerny)
Russo-Balt – rosyjski samochód pancerny skonstruowany i produkowany przez zakłady o tej samej nazwie. Jeden z pierwszych pojazdów pancernych produkowanych w Imperium Rosyjskim. Wyprodukowano około 15 pojazdów tego typu. Sformowano z nich w 1914 roku pierwszą rosyjską kompanię samochodów pancernych. W 1915 roku  za pomocą samochodów pancernych tego typu w czasie Bitwy przasnyskiej dokonano pierwszego w historii przełamania linii obronnych nieprzyjaciela.  Samochód pancerny Russo-Balt był pojazdem czterokołowym. Pojazd napędzany był czterocylindrowym silnikiem benzynowym o mocy 60,8 KM. Uzbrojony był w trzy karabiny maszynowe Maxim.

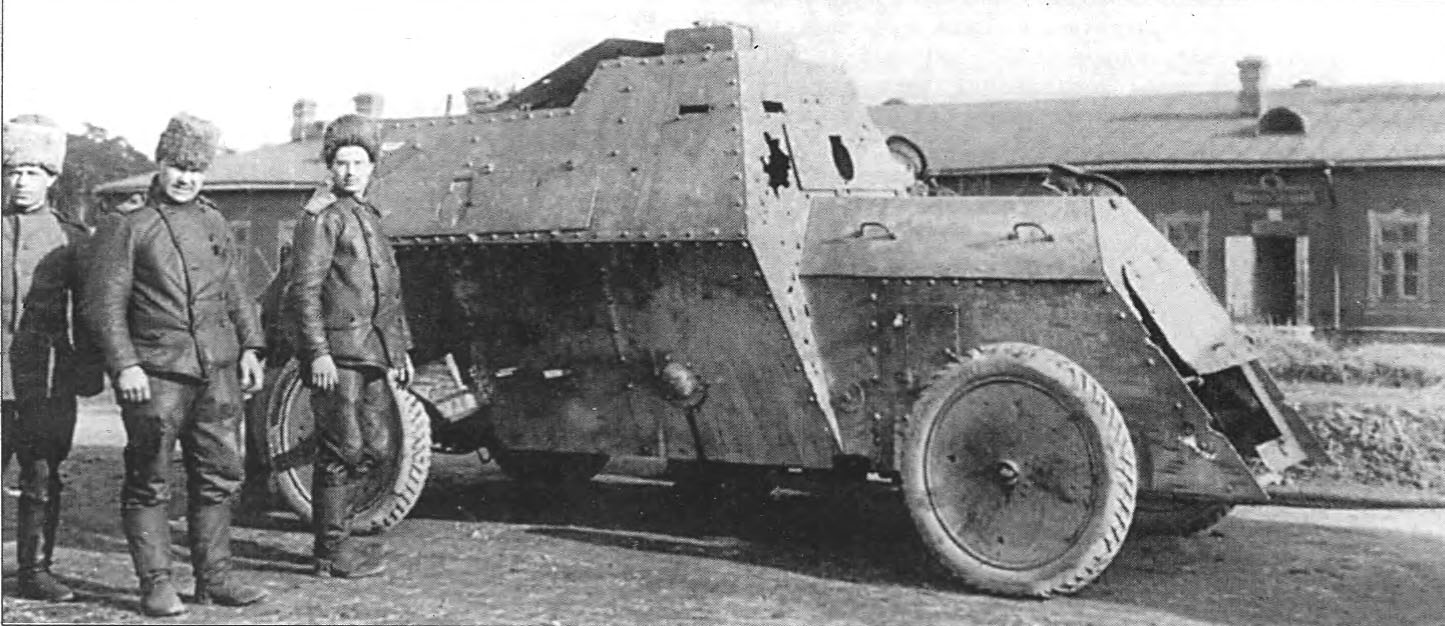
Uszkodzony samochód pancerny w czasie walk, 1915